# Obeliai
Obeliai è una città del distretto di Rokiškis della contea di Panevėžys, nel nord-est della Lituania. Secondo una stima del 2018, la popolazione ammonta a 860 abitanti.
È situata 15 km a est di Rokiškis ed è il centro dell’omonima seniūnija al confine con la Lettonia: quest’ultima si estende fino al confine lettone. Vi è un lago omonimo a pochi chilometri dal centro abitato.

## Storia
Il villaggio è menzionato per la prima volta nel 1509. A quel tempo, apparteneva al Granducato di Lituania. Nel 1629, durante il regno di Sigismondo III fece costruire una chiesa in legno. Nel 1899 ne fu costruita un’altra in pietra, ancora oggi visitabile.

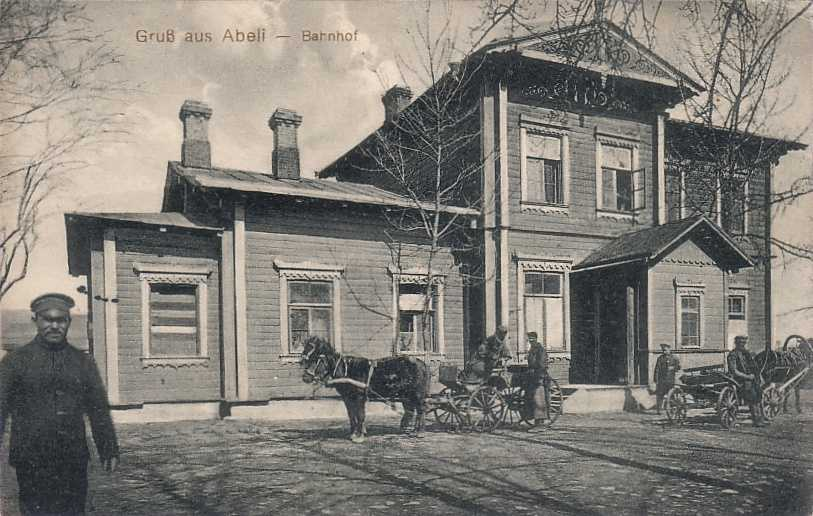
La stazione ferroviaria cittadina in una foto del XIX secolo

La città iniziò a svilupparsi più attivamente dal 1873, quando fu costruita la linea ferroviaria Radviliškis-Daugavpils. Nel centro abitato vi erano anche altri edifici importanti, quali due mulini, una segheria e un centro per la manutenzione dei treni. Di solito la città era piuttosto tranquilla, ma a gennaio di ogni anno si teneva un grande spettacolo di cavalli, che attirava molta gente da fuori. Nel 1899, ebbe luogo un incendio.
Obeliai divenne celebre per le resistenze operate contro il governo russo. Un numero significativo di residenti si ribellò sia nel 1896 (provocando il primo sciopero della storia della Lituania, insieme ad abitanti dei centri abitati vicini). Nel giugno 1941, si riportano notizie di ribelli lituani morti opponendosi ai tedeschi, oltre a comunità ebraiche locali.
Nel periodo della RSS Lituana, divenne sede di fattorie collettive, maglierie e alcune mercerie.
Dal 1993, lo stemma attuale di Obeliai è divenuto quello ufficiale.
Dal 2010, a causa della bassa utenza, il tratto ferroviario è stato chiuso e si è deciso potenziare il collegamento (anche per i treni merci) Šiauliai-Rokiškis.

## Galleria d’immagini

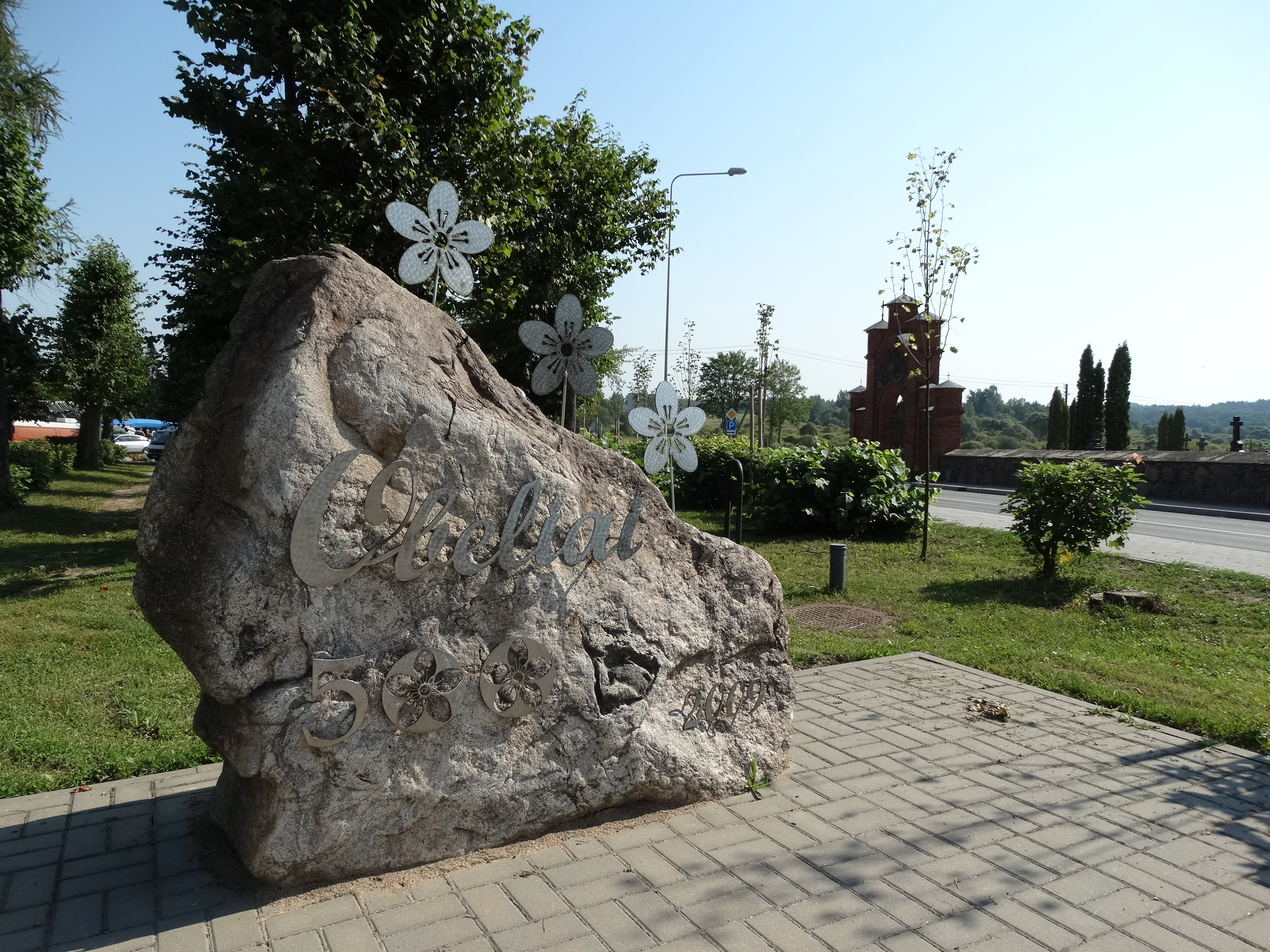
Roccia che commemora i 500 anni dalla fondazione dell’insediamento
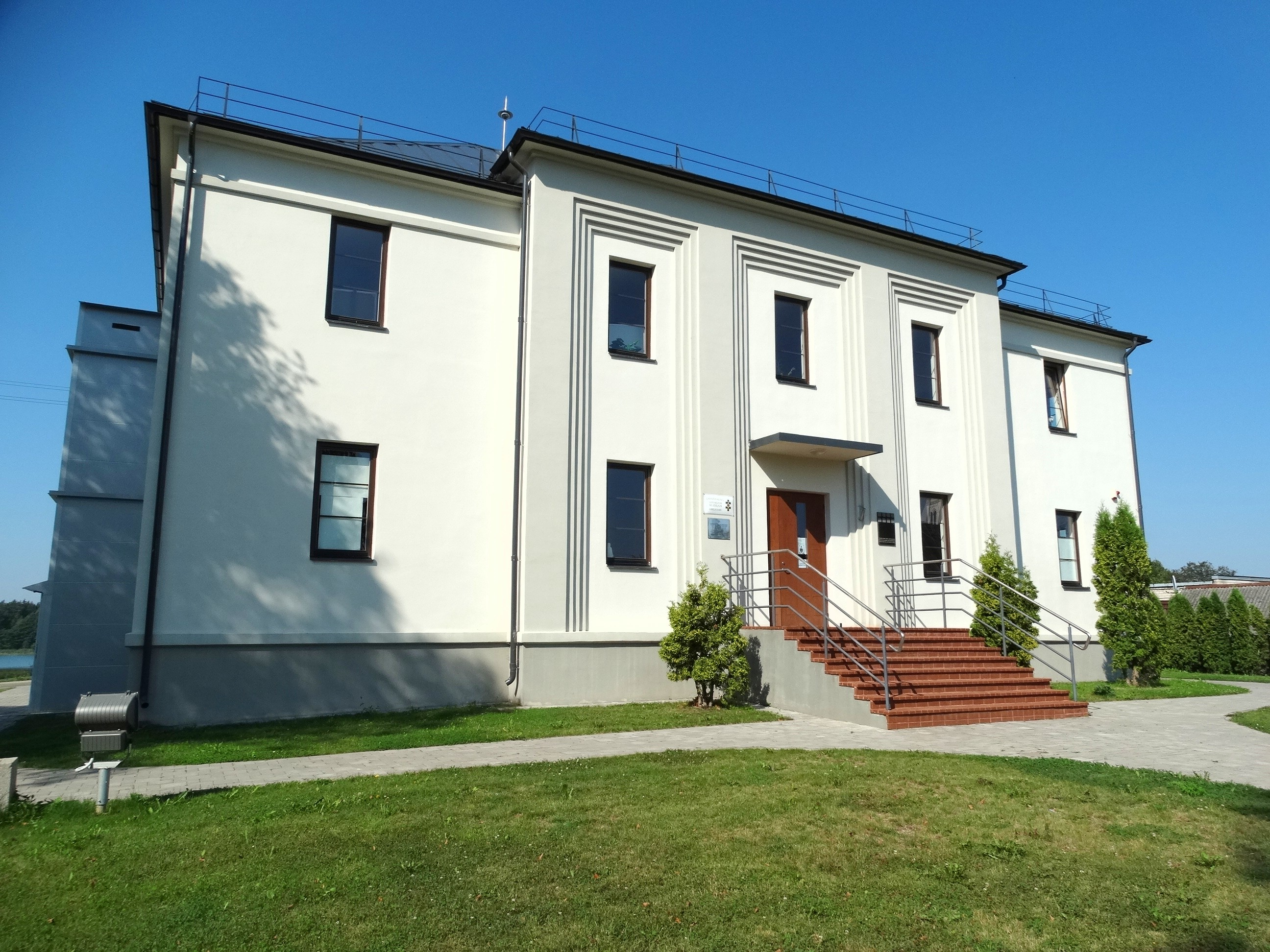
Museo di storia
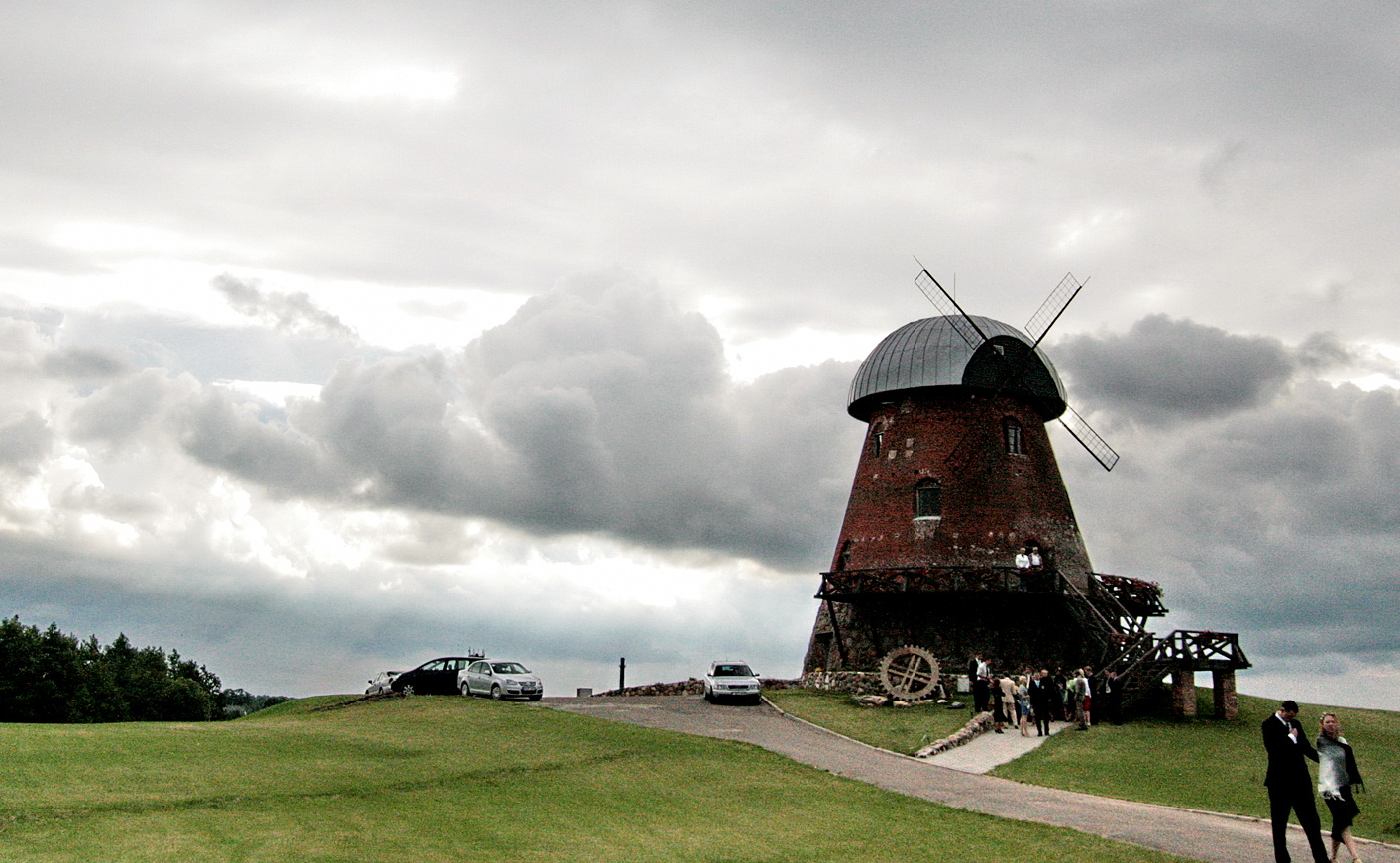
Mulino
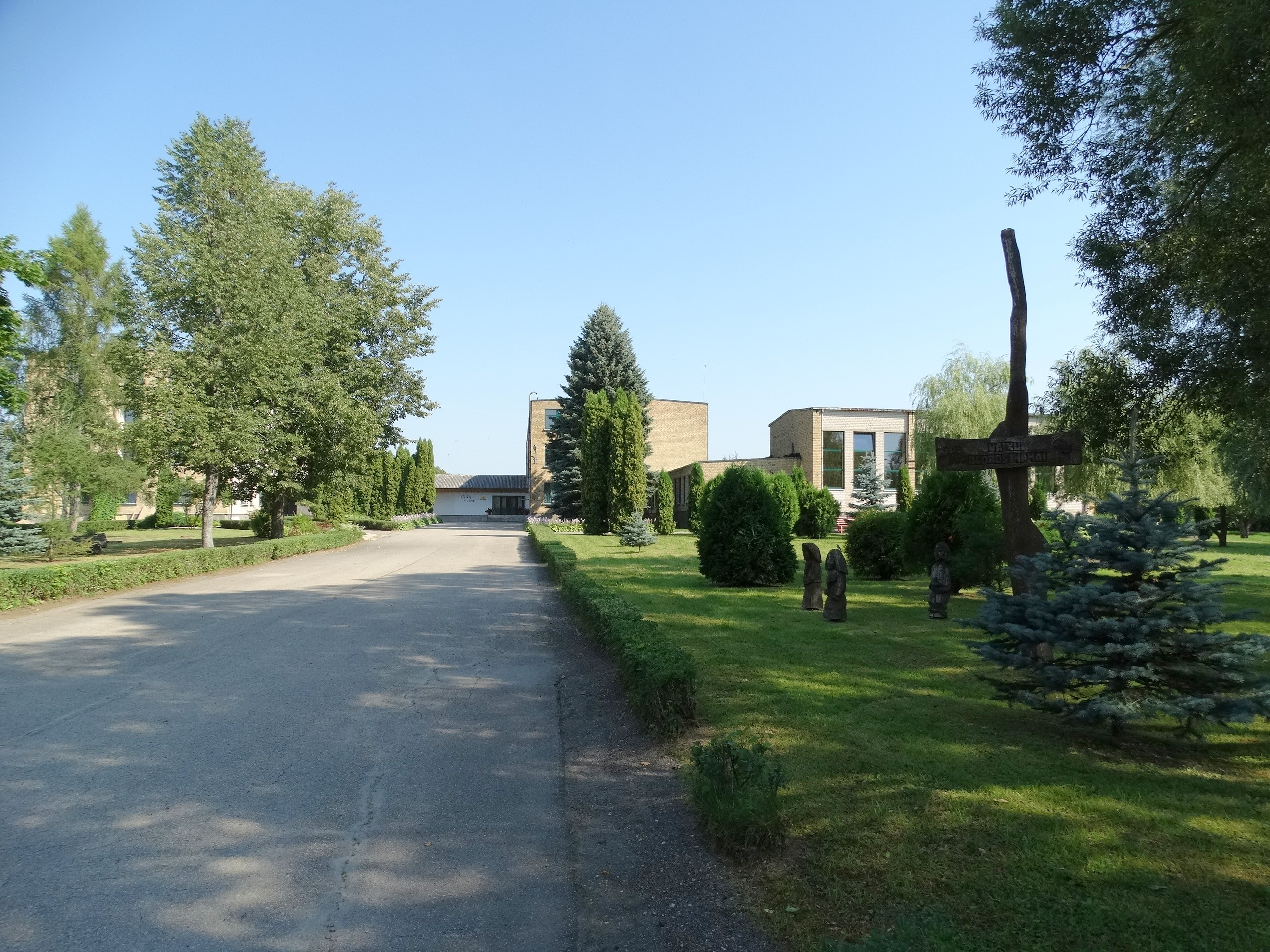
Strada cittadina
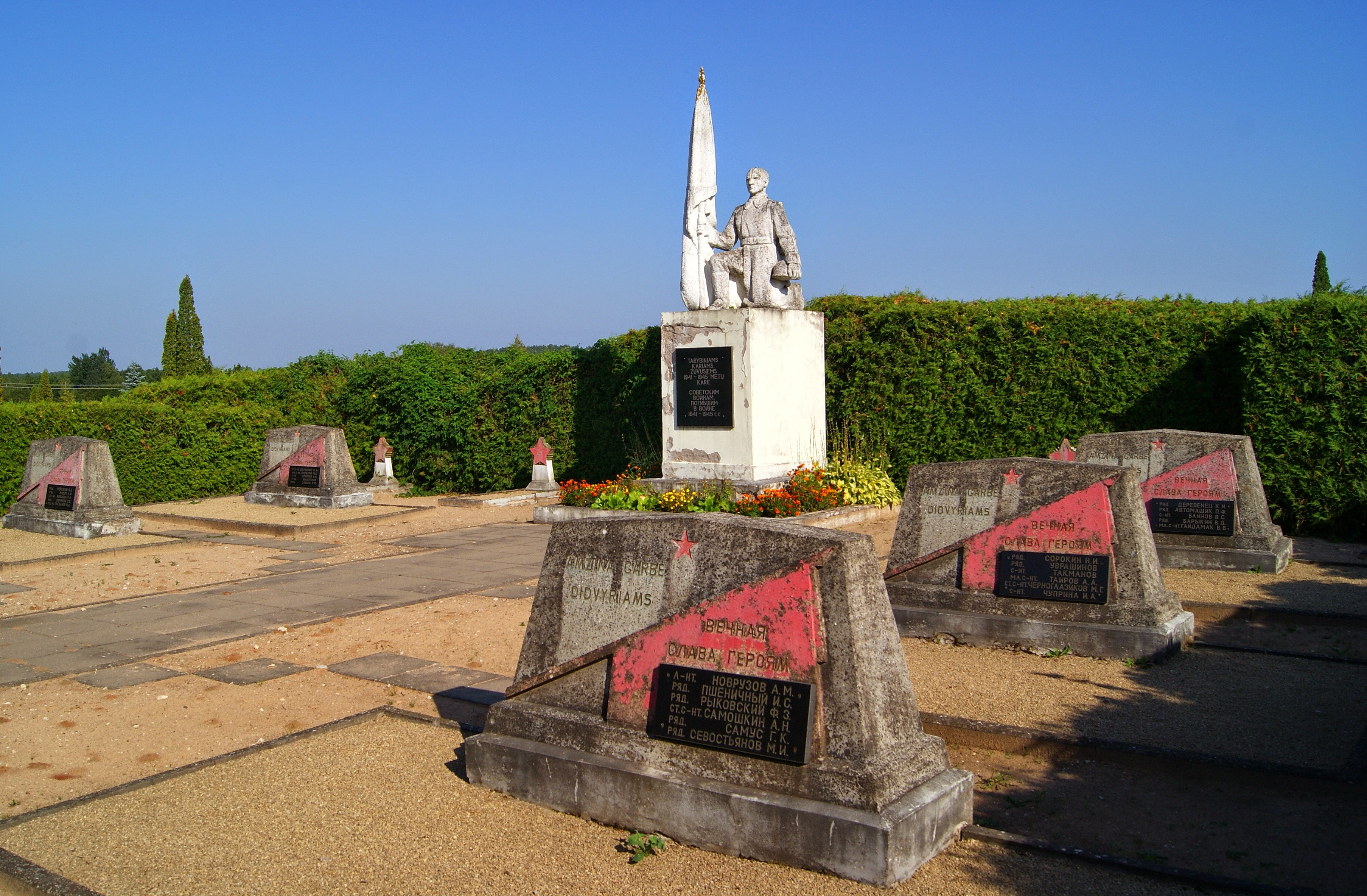
Tombe dei soldati sovietici
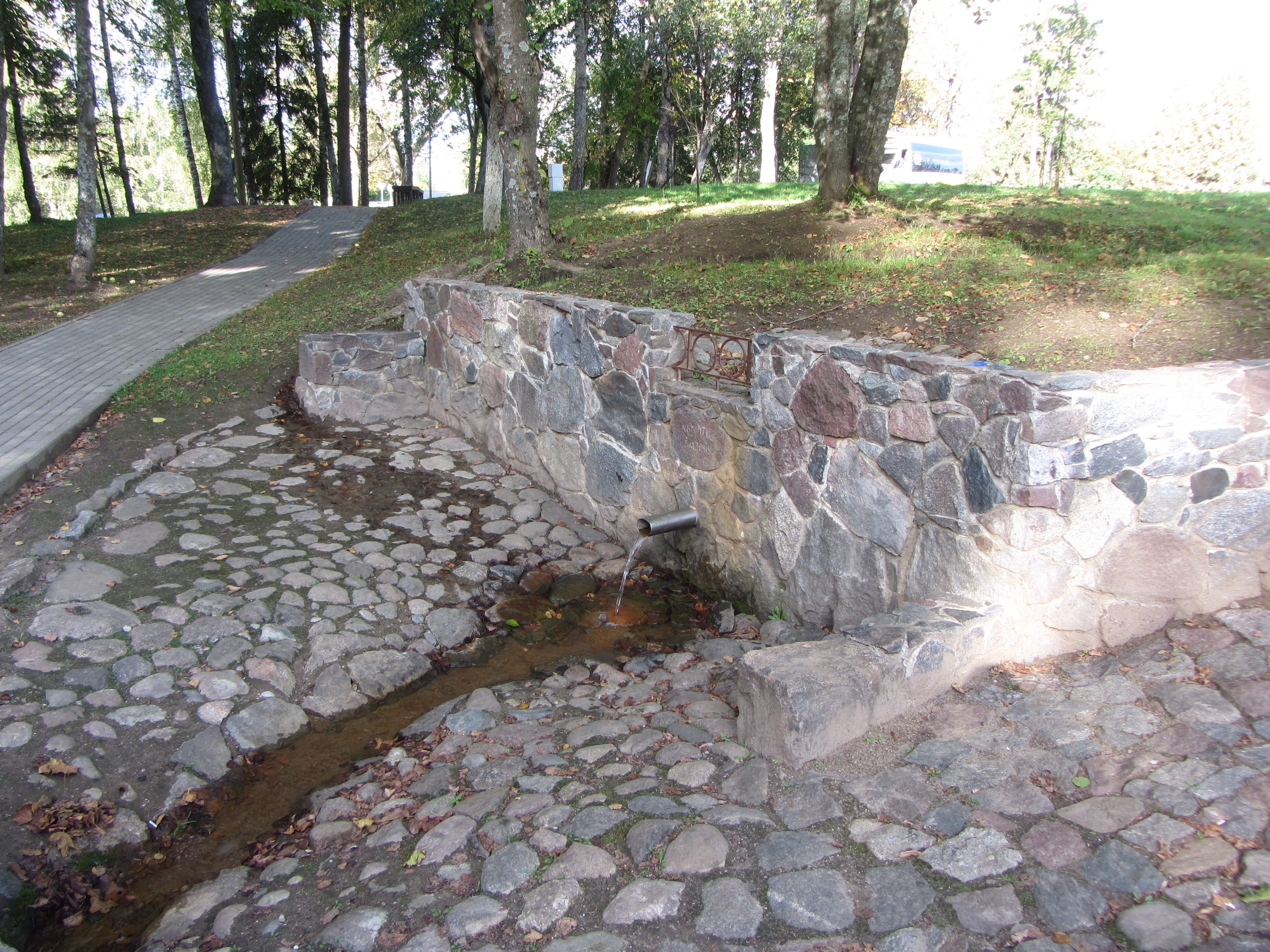
Fontanella